# Csenyéte
Csenyéte is een plaats (község) en gemeente in het Hongaarse comitaat Borsod-Abaúj-Zemplén. Csenyéte telt 393 inwoners (2001).